# 德語選舉團
德語選舉團是歐洲議會的三個比利時選區之一。該選區以簡單多數制選出一名歐洲議會議員。這是歐洲議會規模最小的選區，在2004年大選中只有49914名選民。2012年時為席次人均第二小的選區。該選區範圍與比利時德語社群地區相符。

## 外部連結
- 2019 European election results （页面存档备份，存于）